# Karl von Weber (Historiker)

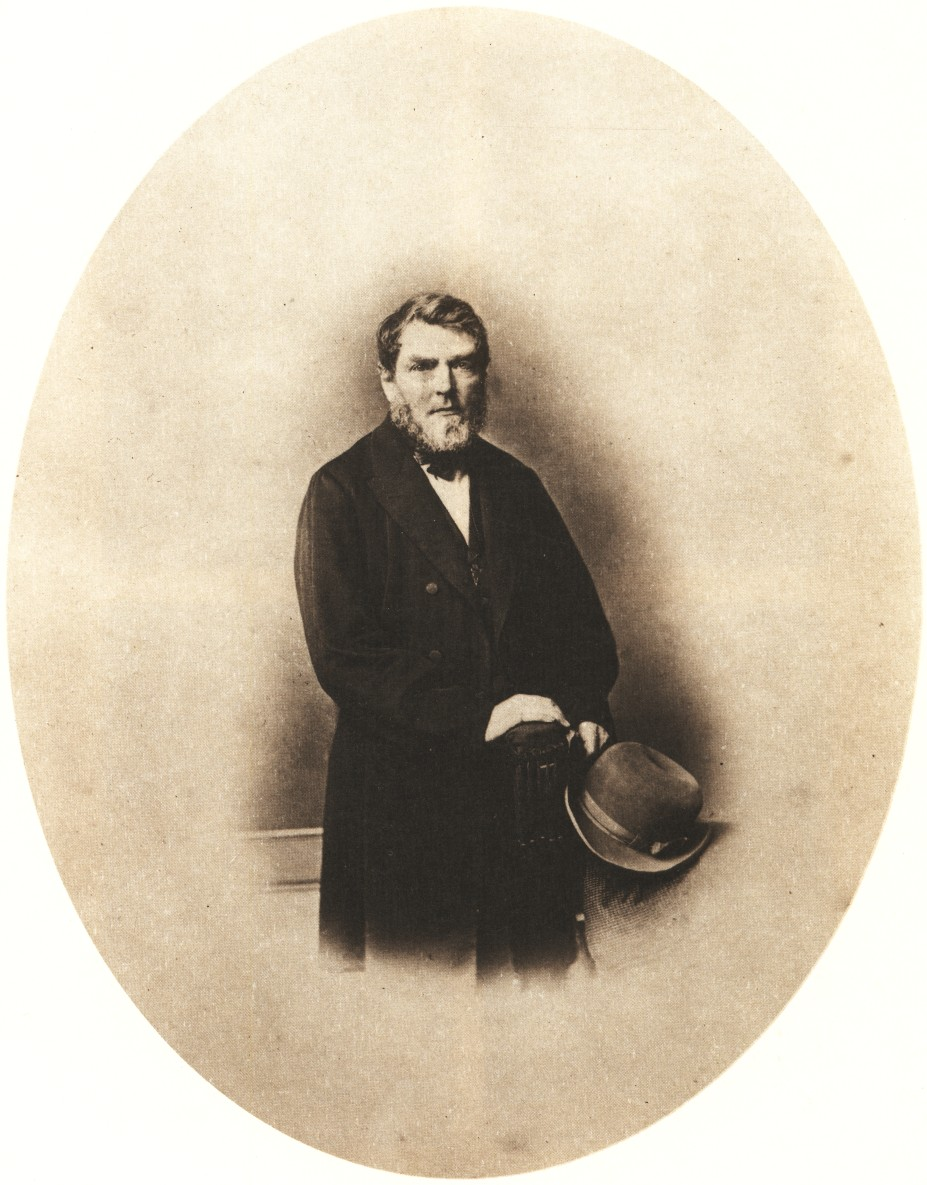
August Kotzsch – Geheimrat von Weber (um 1870)

Karl von Weber, zeitgenössisch auch Carl von Weber, (bis 1828 Karl Weber, * 1. Januar 1806 in Dresden; † 18. Juli 1879 in Loschwitz) war ein sächsischer Verwaltungsbeamter, Archivar und Historiker.

## Herkunft und Ausbildung
Geboren wurde Weber als erster Sohn des Kirchenrechtlehrers und Verwaltungsbeamten Karl Gottlieb von Weber, der 1828 in den erblichen Adelsstand erhoben wurde. Seine jüngeren Geschwister waren der Offizier Adolph von Weber (* 1809), Caroline von Weber (* 1813) sowie der Jurist und Dresdner Oberlandesgerichtspräsident Anton von Weber (1817–1888). Der wesentlich jüngere Schriftsteller und Tierschützer Ernst von Weber (1830–1902) war sein Halbbruder, der aus der zweiten Ehe seines Vaters stammte. Eine Verwandtschaft mit dem Komponisten Carl Maria von Weber bestand nicht.
Ab 1818 besuchte er die Kreuzschule in Dresden, ab 1819 die Fürstenschule in Meißen. Ab 1824 studierte Weber in Leipzig und Göttingen Jura. Im Jahr 1828 bestand er in Leipzig das Staatsexamen. Nach einer Bildungsreise wurde er noch im gleichen Jahr Akzessist (eine Art Referendariat) beim Justizamt in Zwickau, wo er sich mit dem jungen Robert Schumann befreundete. Von Mai bis August 1829 war Weber Akzessist beim Oberkonsistorium in Dresden. Er promovierte 1830 in Leipzig über ein Thema des kirchlichen Vermögensrechts. Darauf folgten die Prüfungen für die Advokatur und ein zweites Staatsexamen.

## Beamtenkarriere
Im Jahr 1831 wurde Weber als Referendar (jetzt im Sinne eines Einstiegs in die Beamtenlaufbahn) beim Oberkonsistorium in Dresden angestellt. Daneben war er ab 1833 auch Referendar beim Landesjustizkollegium, diese Stelle wurde 1835 in den Beisitz beim Appellationsrat umgewandelt. Weber wurde 1839 Appellationsrat, 1843 daneben zum Ministerialrat und Geheimen Referendar beim Gesamtministerium und damit zum maßgebenden Mitarbeiter der obersten Behörde Sachsens bestellt. Im Jahr 1849 wurde Weber außerdem zum Direktor des Hauptstaatsarchivs in Dresden ernannt. In diesen beiden Ämtern verblieb er bis zu seinem Tode. Aufgrund seiner vertieften Kenntnisse der sächsischen Verwaltung und seiner Fähigkeiten war Weber mehrfach für ein Ministeramt im Gespräch. Weber war befreundet mit dem König Johann und den Ministern Friedrich Ferdinand von Beust und Johann Paul von Falkenstein. Im Jahr 1871 wurde ihm als Auszeichnung eine Domherrenstelle in Meißen verliehen.

## Archivar und Historiker
Weber hatte als Ministerialrat im Gesamtministerium nur wenig zu tun und konnte sich weitgehend seiner Tätigkeit im Hauptstaatsarchiv und Forschungen auf dem Gebiet der sächsischen Geschichte widmen. Er ist Mitbegründer des Codex diplomaticus Saxoniae regiae und des Archivs für sächsische Geschichte. Wesentliche Verdienste erwarb er sich um die Verzeichnung der Archivbestände.
Webers Tagebuch bietet tiefe Einblicke in das politische Geschehen auf höchster Ebene in Sachsen vom Vormärz bis in das Kaiserreich.
Karl von Weber war verheiratet und hatte mehrere Kinder. Zu seinen Enkeln zählte der Verleger Hans von Weber.

## Werke (Auswahl)
- Maria Antonia Walpurgis, Kurfürstin von Sachsen. Dresden 1857, 2 Bände. Digitalisat
- Aus vier Jahrhunderten. Leipzig 1857, 2 Bände; neue Folge 1861, 2 Bände. Digitalisat – Internet Archive
- Moritz, Graf von Sachsen, Marschall von Frankreich. Dresden 1863. Digitalisat – Internet Archive
- Anna, Kurfürstin zu Sachsen. (Dresden 1865). Digitalisat
- Reiner Groß (Hrsg.): Karl von Weber – Zwischen Revolution und Reaktion. Tagebuchaufzeichnungen eines sächsischen Ministerialbeamten und Archivars von 1828 bis 1879 (= Quellen und Forschungen zur sächsischen und mitteldeutschen Geschichte, Bd. 47). Steiner, Stuttgart 2021, ISBN 978-3-515-13000-4.